# Slapno
Slapno – wieś w Chorwacji, w żupanii karlowackiej, w mieście Ozalj. W 2011 roku liczyła 275 mieszkańców.